# Ana Amélia Lemos
Ana Amélia Lemos (Lagoa Vermelha, 23 de março de 1945) é uma jornalista e política brasileira, filiada ao Partido Social Democrático (PSD). Formada em jornalismo, iniciou sua carreira profissional nos anos 1970, trabalhando durante décadas como colunista e comentarista do Grupo RBS em Brasília.
Nas eleições de 2010, Ana Amélia foi eleita Senadora pelo Rio Grande do Sul com 29,5 por cento dos votos válidos. Em 2014, candidatou-se a governadora, mas perdeu ainda no primeiro turno. Em agosto de 2018, foi anunciada como a candidata a Vice-Presidente na chapa de Geraldo Alckmin (PSDB).
Em dezembro de 2018, Ana Amélia foi anunciada pelo governador Eduardo Leite (PSDB) como secretária Extraordinária de Relações Federativas e Internacionais do Rio Grande do Sul. Foi empossada no cargo em 7 de março de 2019.

## Primeiros anos, educação e carreira
Ana Amélia Lemos nasceu em Lagoa Vermelha, no nordeste do Rio Grande do Sul, sendo a mais velha dos nove filhos do casal José Laureano de Lemos e Cilene Daros, esta última descedente de imigrantes italianos.
Concluiu o ensino médio no colégio Rainha da Paz em sua cidade natal, mudando-se mais tarde para Porto Alegre pensando em cursar a faculdade de Serviço Social, mas acabou optando pela Comunicação Social, na área de Jornalismo. Recorreu a uma bolsa de estudos e foi beneficiada pela Assembleia Legislativa do estado. Durante sua permanência na faculdade, iniciada no ano de 1967 e concluída em 1970, Ana Amélia conheceu e tornou-se amiga dos jornalistas Flávio Alcaraz Gomes e Jaime Copstein, que deram a primeira oportunidade profissional a ela.
Ana Amélia iniciou sua carreira jornalística na Rádio Guaíba produzindo o programa Repórter da História. Depois que saiu da rádio Guaíba, em 1970, no ano da sua formatura, foi convidada para trabalhar no Jornal do Comércio. Havia duas vagas, uma para ser colunista social, e uma para ser repórter de economia. Ana Amélia escolheu a área de economia.
Ana Amélia iniciou sua carreira na RBS em 1977, atuando como repórter de economia e produtora e apresentadora do programa "Panorama Econômico", a primeira coluna de economia na TV no sul do País. Em 1979, transferiu-se para Brasília, como repórter da Zero Hora, da RBS TV e da Rádio Gaúcha. Três anos mais tarde, ela foi nomeada diretora da RBS na cidade, cargo que deteve até dezembro de 2003. Também participou de programas como Bom Dia Rio Grande, Bom Dia Santa Catarina e Jornal do Almoço, na TV do Rio Grande do Sul e Santa Catarina, Gaúcha Atualidade, na Rádio Gaúcha, e assinou uma coluna na editoria de política do jornal Zero Hora.

### Vida pessoal
Viúva e sem filhos, Ana Amélia foi casada com o senador biônico, advogado e promotor de justiça Octávio Omar Cardoso, falecido em 2011. Octávio foi senador pelo Rio Grande do Sul entre 1983 e 1987.

## Senadora do Brasil

### Eleições estaduais no Rio Grande do Sul em 2010

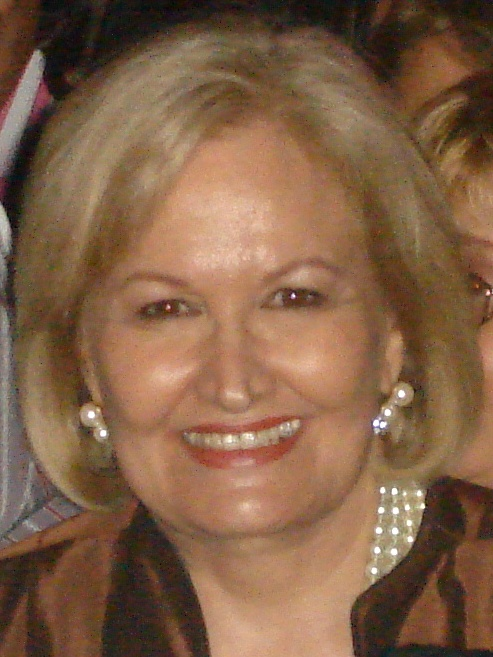
Ana Amélia na cerimônia de lançamento de sua pré-candidatura ao Senado em 2010.

Em 15 de março de 2010, Ana Amélia deixou o cargo que ocupava na RBS para ser candidata ao Senado Federal. Um mês depois, o PP anunciou oficialmente sua candidatura. Recebeu apoio da coligação Confirma Rio Grande, encabeçada por Yeda Crusius, candidata a reeleição. Seu primeiro suplente é José Alberto Wenzel (PSDB), e o segundo suplente Marcio Turra (PP).
Na primeira pesquisa, realizada ainda em 2009, pelo Methodus, Ana Amélia estava na terceira colocação. O Vox Populi publicou sua primeira pesquisa em que Ana Amélia estava em primeiro lugar. A maioria das pesquisas realizadas até agosto de 2010 indicavam a eleição de Paim e Rigotto. Na véspera da eleição, a pesquisa do Datafolha mostrou Paim em primeiro lugar, Ana Amélia em segundo e Rigotto em terceiro.
Em 3 de outubro de 2010, Ana Amélia foi eleita com 3 401 241 votos (29,54% dos votos válidos), juntamente com Paim, que obteve 3,8 milhões de votos.

### Posse e atuação
Ana Amélia tomou posse do cargo em 1º de fevereiro de 2011, durante a abertura da 54ª legislatura do Senado. O seu mandato acaba em 31 de janeiro de 2019. Como senadora, ela foi uma das mais ativas opositoras ao governo da presidente Dilma Rousseff.

### Comissões
Ana Amélia participa atualmente como titular de dezesseis comissões, e é suplente de duas comissões. Entre as comissões em que participa, Ana Amélia é vice-presidente da Comissão de Educação, Cultura e Esporte, e integra a representação brasileira no Parlamento do Mercosul.

### Projetos
Ana Amélia é autora da PLS 330/2011, que estabelece um marco regulatório para a cadeia produtiva de integração agropecuária. O projeto teve várias emendas na Comissão de Constituição Justiça e Cidadania (CCJ), e foi aprovado pela Comissão de Agricultura e Reforma Agrária do Senado em 29 de agosto de 2013, aguardando atualmente a aprovação da Câmara dos Deputados.

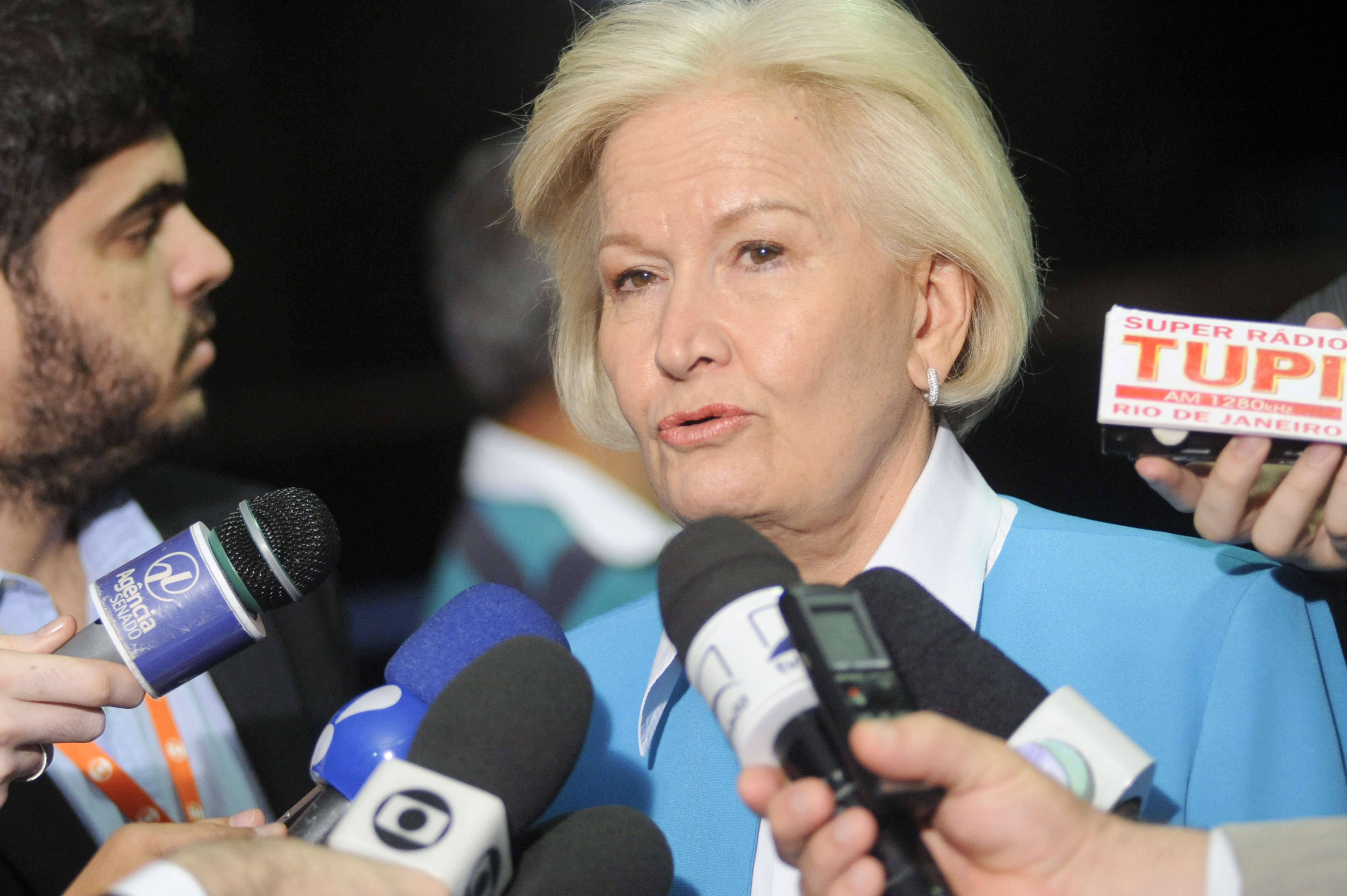
Ana Amélia durante uma entrevista em fevereiro de 2015.

Em 2 de março de 2011, Ana Amélia apresentou o PLS 76/11. O projeto isenta os aposentados e pensionistas do INSS com mais de sessenta anos de idade do pagamento de imposto de renda. Esse projeto foi aprovado pela Comissão de Assuntos Sociais (CAS) em 18 de agosto de 2011, passando para avaliação da Comissão de Assuntos Econômicos (CCE) e, se aprovado, passará a tramitar na Câmara dos Deputados.
Ana Amélia também apresentou projetos na área da saúde: o PLS 241/11, que inclui a linfadenectomia entre as condições que justificam a concessão do benefício de isenção do IPI na aquisição de veículos automotores, está atualmente aguardando a designação do relator; o PLS 240/11, que termina com a carência para benefícios previdenciários de portadores de esclerose amiotrófica, está em tramitação na Câmara dos Deputados; o PLS 352/11, que obriga os planos de saúde incluírem a quimioterapia oral para tratamento domiciliar, foi aprovado pela Comissão de Constituição e Justiça e Cidadania (CCJ) da Câmara dos Deputados em agosto de 2013, pelo Senado em 22 de outubro de 2013 e foi sancionado pela presidente Dilma em 14 de novembro de 2013; e o PSL 406/2011, que também está atualmente aguardando ser avaliado pela Câmara dos Deputados, garante o acesso às políticas de prevenção, detecção e tratamento do câncer de mama para mulheres com deficiência.O PLS351/2016 que pede o reconhecimento da fibromialgia como doença de dor crônica e incapacitante, além do dia 12/05 como o dia da fibromialgia.
Em uma matéria publicada no Correio Braziliense em 2012, ela esteve entre os três senadores de primeiro mandato que mais conseguiram a aprovação de seus projetos no Senado Federal. Como senadora, Ana Amélia apresentou 55 projetos de lei do Senado (PLS) e oito propostas de emenda à Constituição (PEC).

### Prêmios e honrarias
Ana Amélia esteve entre os dez melhores senadores pelo prêmio Congresso em Foco em 2011, 2012 e 2013. Também esteve entre os cinco melhores parlamentares em outras categorias do prêmio: defensora dos municípios, em 2011; defensora dos servidores públicos e dos aposentados e defesa do consumidor, em 2012; e entre os parlamentares que mais atuam em defesa da educação, em 2013.
Em dezembro de 2011, a Veja publicou o ranking dos melhores senadores e deputados federais do Brasil, que foi feito pela revista e pelo Núcleo de Estudos sobre o Congresso. Neste ranking, em uma escala de 0-10, ela teve a nota de 7,2, ficando na segunda colocação. O senador mais bem avaliado foi Francisco Dornelles, que teve 0,1 pontos a mais que Ana Amélia. Em dezembro de 2013, a nota de Ana Amélia foi de 6,2, estando entre os quinze melhores senadores.
Ana Amélia também esteve na lista dos 100 parlamentares mais influentes do Congresso Nacional pelo Departamento Intersindical de Assessoria Parlamentar (Diasp) em 2012 e 2013. Em novembro de 2013, ela foi considerada por uma pesquisa do Diasp como a mulher mais influente do Congresso Nacional.
Em 21 de abril de 2013, Ana Amélia recebeu a Grande Medalha em uma cerimônia realizada na Praça Tiradentes, em Ouro Preto. A Grande Medalha é a mais alta comenda concedida pelo governo de Minas Gerais.
No Prêmio Congresso em Foco de 2015, esteve entre os três melhores parlamentares na defesa da agropecuária, segundo o voto popular, e entre os cinco melhores senadores avaliados pelos jornalistas.

### Atuação no processo de impeachment de Dilma
A Senadora esteve na linha de frente pró-impeachment enquanto o processo tramitou no Senado. Votou favoravelmente a admissibilidade do processo de impeachment e consequentemente autorizou o afastamento da Presidente da República Dilma Rousseff. Admitido o processo, foi indicada pelo bloco PP/PSD à titularidade na comissão especial destinada a dar parecer sobre o caso. Chegou a ser cotada para a relatoria do processo, cargo que foi assumido pelo senador Antônio Anastasia (PSDB-MG).

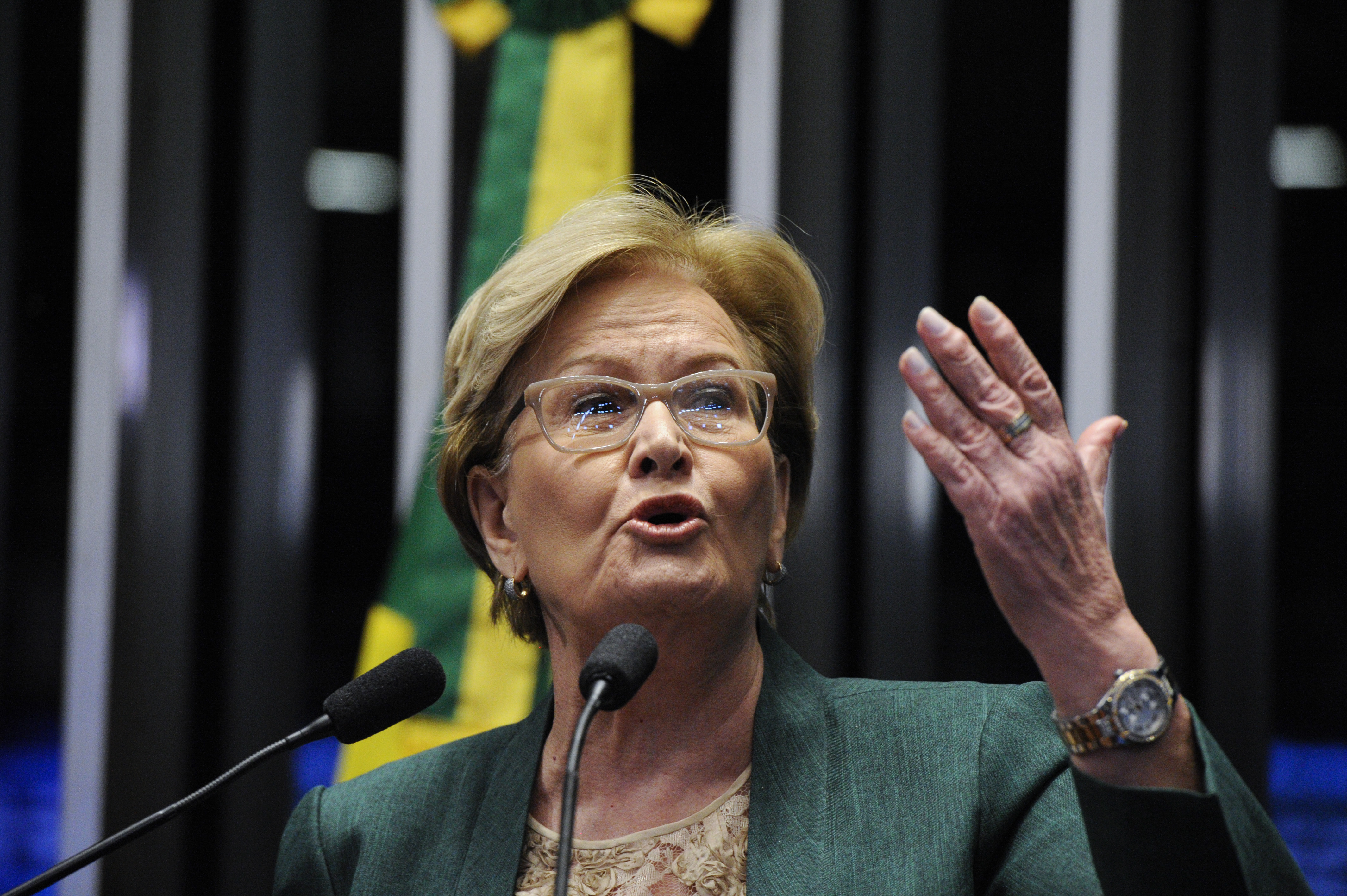
Ana Amélia encaminhando o voto sim no julgamento final do impeachment.

Na comissão, votou favoravelmente ao parecer do senador Anastasia que pedia a cassação do mandato da presidente Dilma. Posicionamento que manteve nas votações posteriores até o julgamento final em 31 de agosto de 2016.
Na sessão do julgamento, foi escolhida pela bancada pró-impeachment para ao lado do senador goiano Ronaldo Caiado (DEM), encaminhar o voto sim pela cassação do mandato de Dilma Rousseff. Encaminhou nas seguintes palavras:
| “ | Um fio de esperança nasce. A nova esperança, um novo Brasil. Um novo sistema político, melhor, mais transparente, mais responsável, é isso o que a sociedade quer. E é essa resposta que hoje estamos dando à sociedade brasileira. Dizer que o empoderamento de cada cidadã e de cada cidadão nos dá um aumento de responsabilidade, não apenas no cumprimento da lei, mas nos valores éticos e morais, que nos impõem uma nova atitude. | ” |

### Posicionamentos
Em fevereiro de 2013, a Senadora se posicionou contra a Proposta de Emenda à Constituição (PEC) 37/2011, conhecida por PEC 37, que pretendia retirar do Ministério Público e de outros órgãos o poder investigatório, concedendo exclusividade às Polícias Federal e Civil. A PEC foi considerada pela sociedade um retrocesso no combate a corrupção, sendo inclusive uma das pautas dos Protestos no Brasil em 2013.
Em junho de 2015, a Senadora defendeu a delação premiada como instrumento legítimo de auxílio nos processos judiciais. Na mesma data, manifestou apoio ao juiz federal Sergio Moro que atua na Operação Lava Jato, da Polícia Federal do Brasil. Ana Amélia afirmou que o recurso da delação é relevante na obtenção de informações, mas que esta não é decisiva e nem obrigatória. Da tribuna, a senadora também leu nota de apoio ao magistrado, elaborada pela Associação dos Juízes Federais do Brasil.
Em fevereiro de 2016, destacou a importância da decisão do Supremo Tribunal Federal, onde um réu condenado na segunda instância da Justiça pode começar a cumprir pena de prisão, mesmo que esteja recorrendo aos tribunais superiores. Para a parlamentar, a posição do STF está de acordo com o sentimento dos brasileiros, que estão cansados de impunidade. O projeto voltou a pauta em outubro do mesmo ano sendo novamente decidido pela maioria dos ministros a possibilidade de prisão. A decisão do STF foi considerada uma vitória contra impunidade.
Em novembro de 2016, Ana Amélia posicionou-se publicamente contrária à anistia ao caixa 2, atendendo as reivindicações da sociedade civil que assinou uma petição pela aprovação das 10 Medidas contra a corrupção, e do Ministério Público Federal, autor do projeto de lei.
Em dezembro de 2016, votou a favor da PEC do Teto dos Gastos Públicos. Em julho de 2017 votou a favor da reforma trabalhista.
Em outubro de 2017 votou a contra a manutenção do mandato do senador Aécio Neves, mostrando-se favorável à decisão da Primeira Turma do Supremo Tribunal Federal no processo onde ele era acusado de corrupção e obstrução da justiça por solicitar dois milhões de reais ao empresário Joesley Batista.

## Eleições estaduais no Rio Grande do Sul em 2014

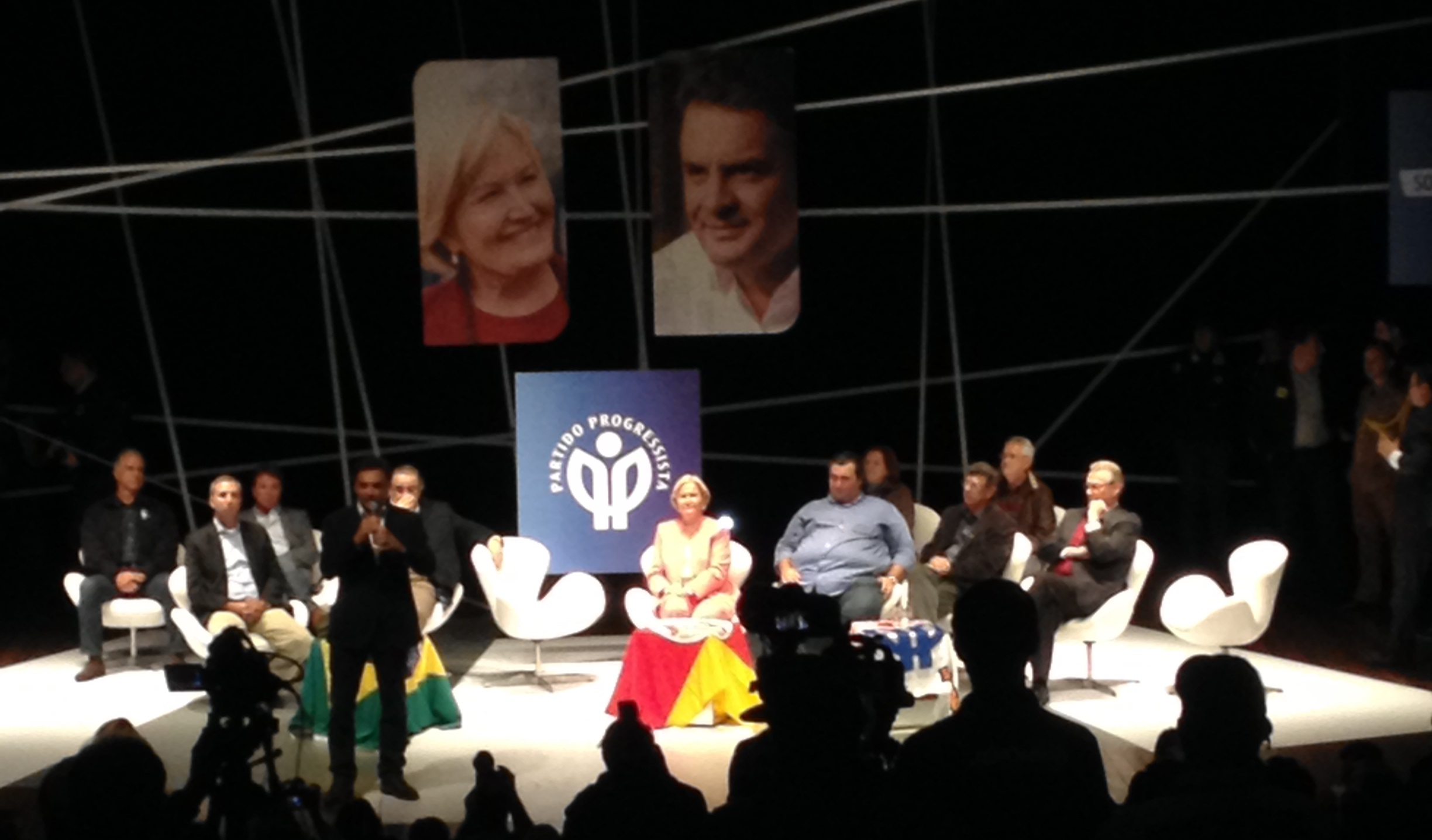
Pré-lançamento de sua candidatura ao governo do Estado e de Aécio Neves à Presidência nas eleições de 2014.

Ana Amélia foi candidata ao governo do Rio Grande do Sul na eleição estadual de 2014. Seu nome estava sendo cogitado desde 2013. A oficialização de sua candidatura ocorreu em 27 de junho de 2014. Sua coligação, que recebeu o nome de "Esperança que Une o Rio Grande", foi composta pelo PP, PSDB, PRB e pelo Solidariedade. Seu candidato a vice-governador foi o deputado estadual Cassiá Carpes.
Na convenção nacional do PP, Ana Amélia fez campanha pela neutralidade do partido na disputa presidencial. Após o presidente do partido Ciro Nogueira anunciar apoio à reeleição da presidente Dilma Rousseff, Ana Amélia protocolou no Tribunal Superior Eleitoral uma ação para anular a convenção de seu partido, que foi negada pelo TSE. Ana Amélia declarou apoio a Aécio Neves, mas, devido à legislação eleitoral, ele não pôde participar da propaganda de rádio e televisão de Ana Amélia.
Durante a campanha, Ana Amélia foi acusada de ter sido funcionária fantasma no gabinete de seu ex-marido no Senado. Em tese, ela deveria trabalhar 40 horas semanais, atividade incompatível com suas atribuições no Grupo RBS à época, onde era diretora da sucursal em Brasília e colunista de jornal. A campanha do governador Tarso Genro usou o episódio para criticá-la. Ana Amélia liderou as pesquisas de intenções de votos até poucos dias antes do primeiro turno, mas acabou ficando de fora do segundo turno. Ela obteve 1,3 milhão de votos, contra os 2 milhões de Tarso e 2,4 milhões de José Ivo Sartori. Lideranças progressistas culparam a resposta tardia da campanha às críticas petistas pela derrota já no primeiro turno. Poucos dias depois do primeiro turno, a coligação de Ana Amélia anunciou apoio a Sartori, que acabou elegendo-se governador.

## Eleição presidencial em 2018

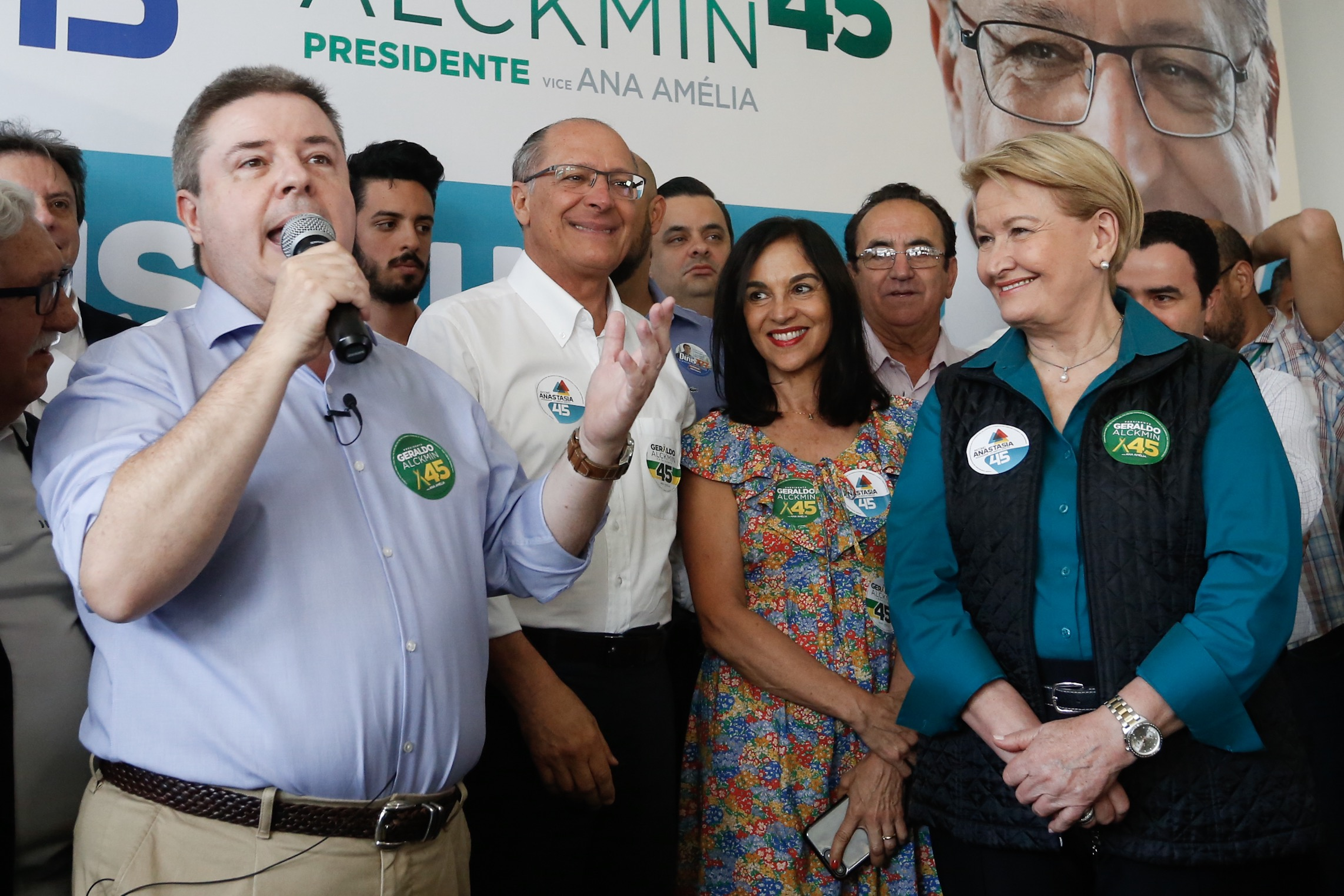
Ana Amélia ao lado de Antonio Anastasia, Geraldo e Lu Alckmin durante evento de campanha, em setembro de 2018.

Em 2018, Ana Amélia havia anunciado a pré-candidatura à reeleição ao Senado Federal. As pesquisas mostravam ela e Paulo Paim (PT) como favoritos para mais oitos anos em Brasília.
Apesar da pré-candidatura ao Senado, seu nome vinha sendo especulado como possível vice na chapa do PSDB ao Planalto, liderada por Geraldo Alckmin, ao lado de Josué Gomes (PR), Mendonça Filho (DEM) e Aldo Rebelo (SD). Com o desenrolar das negociações e com a oficialização do apoio do PP a candidatura do tucano, Ana Amélia confirmou que foi convidada a compor a chapa com Alckmin. No dia seguinte, em 3 de agosto, anunciou que aceitou convite.
Alckmin e Ana Amélia acabaram a disputa na quarta colocação, com mais de 5 milhões de votos, ou 4,7% dos votos válidos. No segundo turno, declarou apoio ao candidato Jair Bolsonaro.

## Governo Eduardo Leite (2019 - atualmente)
Em dezembro de 2018, o governador eleito do Rio Grande do Sul, Eduardo Leite (PSDB) anunciou Ana Amélia para comandar a pasta de Relações Federativas e Internacionais. Em 7 de março de 2019, foi empossada no cargo durante cerimônia ocorrida no Palácio Piratini. No novo cargo, recebeu a função de realizar a articulação do governo estadual com o governo federal e os de outros países.
Foi exonerada em 1 de abril de 2022 pelo governador Eduardo Leite.

## Posições políticas

### Municipalismo
Durante a campanha eleitoral de 2010, Ana Amélia prometeu defender o municipalismo caso fosse eleita. Como senadora, ela é a presidente da Subcomissão Permanente de Assuntos Municipais. Como presidente dessa subcomissão, ela tem como prioridade a repartição mais justa dos recursos entre os entes federativos. Em uma sessão do Senado Federal em julho de 2013, Ana Amélia disse que "É impossível mantermos a situação do compartilhamento das receitas entre União, Estados e Municípios".

## Desempenho eleitoral
| Ano  | Eleição                        | Partido | Cargo                                           | Votos     | %      | Resultado  | Ref     |
| ---- | ------------------------------ | ------- | ----------------------------------------------- | --------- | ------ | ---------- | ------- |
| 2010 | Estaduais no Rio Grande do Sul | PP      | Senadora                                        | 3.401.241 | 29,54% | Eleita     | [ 100 ] |
| 2014 | Estaduais no Rio Grande do Sul | PP      | Governadora                                     | 1.342.115 | 21,79% | Não eleita | [ 101 ] |
| 2018 | Presidencial no Brasil         | PP      | Vice-presidente Titular: Geraldo Alckmin (PSDB) | 5.096.349 | 4,76%  | Não Eleita | [ 102 ] |
| 2022 | Estaduais no Rio Grande do Sul | PSD     | Senadora                                        | 966.450   | 16,44% | Não eleita | [ 103 ] |